# Propolyxenus crassisetosus
Propolyxenus crassisetosus är en mångfotingart som beskrevs av Marquet och Bruno Condé 1950. Propolyxenus crassisetosus ingår i släktet Propolyxenus och familjen penseldubbelfotingar. Inga underarter finns listade i Catalogue of Life.